# Phong (nước)
Phong (giản thể: 丰; phồn thể: 酆; bính âm: Fēng) là một nước chư hầu nhỏ vào đầu thời Chu.
Theo cuốn Xuân Thu đại sự biểu của Cố Đống Cao thì Phong quốc vốn là đất phong của Sùng Hầu Hổ đời Thương, sau bị Văn vương chiếm được, bèn kiến tạo ấp Phong, đến thời Vũ vương mới phong cho người em làm Phong hầu. Đô ấp của nước Phong nay thuộc địa phận huyện Sơn Dương, Thiểm Tây, không phải là đô thành "Phong kinh" đầu thời Chu.
Về nguyên nhân diệt vong thì theo sách Trúc thư kỷ niên viết: "Năm Chu Thành vương thứ 19 (khoảng năm 1036 TCN), Phong hầu bị phế truất, nước từ đó mất hẳn. Cũng vì Phong hầu say rượu làm loạn, nên bị Chu Thành vương phế đi".